# Мавули, Стефани
Стефани Мавули (яп. 馬瓜ステファニー Мавули Стефани) (род. 25 ноября 1998, городе Тоёхаси, Айти (префектура), Япония) — японская баскетболистка, играющая на позиции тяжёлый форвард в сборной Японии по баскетболу формата 5х5 и 3х3, а также в чемпионате Испании за команду «Сарагоса».

## Биография
Родители эмигранты из Ганы. Старшая сестра Эвелин Мавули, является действующей баскетболисткой команды Тойота Антилопы и сборной Японии.
Стефани ходила в среднюю школу Сакурабана Гакуэн. Вместе со старшей сестрой получила японское гражданство, чтобы участвовать в международных соревнованиях в качестве представительницы Японии. Была назначена капитаном на третьем курсе и впервые за два года привела команду средней школы к победам.
Она также выступал за сборную Японии в всех возрастных группах.

## Карьера

### Молодежные сборные
Стефани Мавули дебютировала на международном уровне в 2013 году на Чемпионате Азии среди девушки до 16 лет в Шри-Ланке, где сборная Япония завоевала серебряную медаль и вместе с командой Японии путевку на Чемпионат мира ФИБА среди девушки до 17 лет 2014 года в Чехии. Япония закончила турнир Чемпионата мира на 7 месте.
В 2016 году Чемпионате Азии среди девушки до 18 лет в Таиланде была лидером команды и завоевала серебряные медали, а также путевку на Чемпионат мира ФИБА среди девушки до 19 лет .
На Чемпионате мира ФИБА среди девушки до 19 лет в 2017 года в Италии Стефани была лидером сборной. В среднем 25 минут за игру, забивала 9,6 очков и 6,4 подбора за игру. Сборная Японии заняла самое высокое 4 место на Чемпионатах мира среди девушек до 19 лет.

### Профессиональная карьера
В 2017 году он присоединился к Toyota Motor Company Antelope. Ее сестра Эвелин также переехала из Айсин Уингз и стала напарницей по команде.

### Сборная Японии по баскетболу
В 2018 году дебютировала в женской сборной Японии в Летние Азиатские игры завоевав бронзовые медали.
- Победитель чемпионата Азии 2021
- Отборочный турнир в феврале 2022 года на Чемпионат мира по баскетболу среди женщин 2022 участвовала в квалификации.[6]

### Баскетбол 3х3 сборная Японии
Во время Азиатских игр 2018 года, когда она был в составе сборной Японии, её поспешно присоединили к сборной команде по баскетболу 3х3, из-за травм игрока женской сборной 3х3. Команда завоевала серебряную медаль.
- В этом же (2018) году она дошла до финала Кубка мира U-23 в баскетболе 3x3 и завоевала серебряную медаль.
- В 2019 году участвовала в Кубке мира ФИБА 3х3.
- В том же (2019) году она завоевал золото на чемпионате мира U-23 в баскетболе 3x3. Сборная стала первой японской командой, выигравшей чемпионат мира среди мужчин и женщин.
- В квалификационном турнире баскетбол 3х3 к Олимпийским играм в Токио 2020 была признана MVP турнира. Сборная заняла 3 место.
- На олимпийском турнире в Токио 2020 года сборная вышла в четвертьфинал турнира.[7]

## Ссылка
- Профиль Стефани Мавули на сайте ФИБА (баскетбол 3х3) (англ.)